# Yehuda Shaari
Yehuda Shaari (în ebraică (יהודה שערי (שויירמן) (n. 8 februarie 1920, Siret, România – d. 18 septembrie 1997) a fost un politician liberal israelian originar din România, care a deținut funcția de deputat în Knesset-ul (Parlamentul) statului Israel.

## Biografie
Yehuda Shaari s-a născut la data de 8 februarie 1920 în orașul Siret (România). A absolvit Liceul și Universitatea în România. A fost unul din liderii Mișcării “Tineretul Sionist” din România, fiind membru al Comitetului Executiv al Mișcării Sioniste din România (1937-1940) și membru al Consiliului Director al “Tineretului Sionist” din România (1939-1941).
A emigrat în Palestina în anul 1941, fiind încadrat în kibbutz-urile “Givat Ha’maapalim” și “Nitzanim” (1941-1942). A fost fondator al grupului de pionieri “Ha’Maavak” care și-a efectuat pregătirea în cadrul kibuț-urilor “Geva” și “Ashdot Yaakov” (1942-1944). A fost unul din fondatorii mișcării “Alonei Abba” (1944).
Revine în România în anul 1945, ca emisar al "Tineretului Sionist" și al Agenției Evreiești din România (1945-1947). Apoi, devine emisar al Mișcării de emigrare a tinerilor din Europa de Vest (1947-1948). Revenit în Israel, urmează Școala de Drept și Economie din Tel Aviv, obținând calificarea de avocat. Ulterior urmează studii de masterat în științe politice la Universitatea din Tel Aviv.
Face parte din Comitetul de Organizare al Histadrut (Confederația Sindicatelor Israeliene) (1951-1961), fiind șef al Direcției de Pensii și a Direcției Juridice din Histadrut (1957-1961). De asemenea, deține și funcția de președinte al Comitetului Operativ și al Comitetului Executiv al “Ha’Oved Ha’Tzioní”.
Intră în politică ca membru al conducerii Partidului Progresist (Partidul Liberal). Nefiind de acord cu fuziunea acestui partid cu Partidul Herut pentru formarea Partidului Gahal (baza viitorului Partid Likud), Shaari împreună cu o parte din foștii membri ai Partidului Progresist formează Partidul Liberal Independent.
Între anii 1961-1977, Yehuda Shaari deține funcția de deputat în Knesset-ul (Parlamentul) statului Israel, ca reprezentant al Partidului Liberalilor Independenți. Devine președinte al Comitetului Economic al Liberalilor Independenți (1965-1974) și apoi președinte al Consiliului Director (1977).
Este cooptat în cadrul guvernului statului Israel, fiind numit în funcția de ministru adjunct al dezvoltării (17 ianuarie 1966 - 15 decembrie 1969) și apoi de ministru adjunct al turismului (22 decembrie 1969 - 10 martie 1974). Deține în paralel funcția de președinte al Consiliului Director al Companiei Naționale de Electricitate și de președinte al Consiliului Director al Companiei de Dezvoltare și Turism (1971-1979).
A publicat lucrarea “Calea Liberalismului Social” (1992), fiind autorul a mai multor cărți și articole pe teme politice și sociale. Yehuda Shaari a decedat la data de 18 septembrie 1997 în Israel.

## Funcții publice în Israel
Yehuda Shaari a deținut următoarele funcții publice: 
- deputat în Knesset din partea Partidului Liberalilor Independenți (1961-1977)
- ministru adjunct al dezvoltării (17 ianuarie 1966 - 15 decembrie 1969)
- ministru adjunct al turismului (22 decembrie 1969 - 10 martie 1974)